# Eastern Europe Cup w biegach narciarskich 2010/2011
Eastern Europe Cup w biegach narciarskich 2010/2011 – kolejna edycja tego cyklu zawodów, zaliczana do Pucharu Kontynentalnego.

## Kobiety

### Kalendarz i wyniki
| Lp  | Data                                      | Miejscowość                               | Dystans                                   | 1. miejsce           | 2. miejsce           | 3. miejsce           |
| --- | ----------------------------------------- | ----------------------------------------- | ----------------------------------------- | -------------------- | -------------------- | -------------------- |
| 1.  | 20 listopada 2010                         | Wierszyna Tioi                            | Sprint s. dowolnym                        | Alina Kaszina        | Jelena Sobolewa      | Olga Michajłowa      |
| 2.  | 21 listopada 2010                         | Wierszyna Tioi                            | 5 km s. dowolnym                          | Olga Michajłowa      | Diliara Sabirzianowa | Anna Belaja          |
| 3.  | 23 listopada 2010                         | Wierszyna Tioi                            | Sprint s. klasycznym                      | Anastasija Kazakuł   | Polina Miedwiediewa  | Jelena Sobolewa      |
| 4.  | 24 listopada 2010                         | Wierszyna Tioi                            | 10 km s. klasycznym                       | Polina Miedwiediewa  | Marija Guszczina     | Anastasija Kazakuł   |
| 5.  | 24 grudnia 2010                           | Krasnogorsk                               | Sprint s. klasycznym                      | Julija Iwanowa       | Anastasija Docenko   | Daria Godowaniczenko |
| 6.  | 25 grudnia 2010                           | Krasnogorsk                               | 10 km s. klasycznym                       | Walentyna Nowikowa   | Alija Iksanowa       | Swietłana Nikołajewa |
| 7.  | 27 grudnia 2010                           | Krasnogorsk                               | Sprint s. dowolnym                        | Natalja Iljina       | Walentyna Nowikowa   | Swietłana Nikołajewa |
| 8.  | 28 grudnia 2010                           | Krasnogorsk                               | 15 km s. dowolnym                         | Olga Michajłowa      | Polina Miedwiediewa  | Anastasija Docenko   |
| 9.  | 13 stycznia 2011                          | Charków                                   | 10 km s. klasycznym                       | Maryna Ancybor       | Łarisa Szajdurowa    | Anastasija Kazakuł   |
| 10. | 14 stycznia 2011                          | Charków                                   | Sprint s. klasycznym                      | Anastasija Kazakuł   | Maria Łosewa         | Wita Jakymczuk       |
| 11. | 15 stycznia 2011                          | Charków                                   | Sprint s. dowolnym                        | Anastasija Kazakuł   | Wita Jakymczuk       | Maria Łosewa         |
| 12. | 2 lutego 2011                             | Moskwa                                    | Sprint s. dowolnym                        | Natalja Korostielowa | Wiktoria Melina      | Natalia Żernowa      |
| 13. | 23 lutego 2011                            | Syktywkar                                 | Sprint s. dowolnym                        | Olga Szczuczkina     | Natalia Żernowa      | Daria Godowaniczenko |
| 14. | 24 lutego 2011                            | Syktywkar                                 | 10 km s. dowolnym                         | Olga Zawjałowa       | Natalia Żernowa      | Marija Guszczina     |
| 15. | 27 lutego 2011                            | Syktywkar                                 | Bieg łączony 7,5 km + 7,5 km              | Olga Zawjałowa       | Polina Miedwiediewa  | Olga Szczuczkina     |
|     | Eastern Europe Cup – klasyfikacja końcowa | Eastern Europe Cup – klasyfikacja końcowa | Eastern Europe Cup – klasyfikacja końcowa | Anastasija Kazakuł   | Polina Miedwiediewa  | Olga Michajłowa      |

### Klasyfikacja generalna
| Lp. | Zawodnik            | Punkty |
| --- | ------------------- | ------ |
| 1.  | Anastasija Kazakuł  | 779    |
| 2.  | Polina Miedwiediewa | 452    |
| 3.  | Olga Michajłowa     | 425    |
| 4.  | Marija Guszczina    | 263    |
| 5.  | Wiktoria Melina     | 251    |
| 6.  | Jelena Sobolewa     | 246    |
| 7.  | Natalia Żernowa     | 236    |
| 8.  | Alina Kaszina       | 212    |
| 9.  | Walentyna Nowikowa  | 212    |
| 10. | Olga Zawjałowa      | 211    |

## Mężczyźni

### Kalendarz i wyniki
| Lp  | Data                                      | Miejscowość                               | Dystans                                   | 1. miejsce               | 2. miejsce               | 3. miejsce               |
| --- | ----------------------------------------- | ----------------------------------------- | ----------------------------------------- | ------------------------ | ------------------------ | ------------------------ |
| 1.  | 20 listopada 2010                         | Wierszyna Tioi                            | Sprint s. dowolnym                        | Andriej Parfionow        | Iwan Ałypow              | Anton Gafarow            |
| 2.  | 21 listopada 2010                         | Wierszyna Tioi                            | 10 km s. dowolnym                         | Dmitrij Płoskonosow      | Aleksiej Sołowiew        | Aleksiej Czernousow      |
| 3.  | 23 listopada 2010                         | Wierszyna Tioi                            | Sprint s. klasycznym                      | Michaił Nowichikhin      | Anton Gafarow            | Aleksiej Wicenko         |
| 4.  | 24 listopada 2010                         | Wierszyna Tioi                            | 15 km s. klasycznym                       | Aleksandr Biessmiertnych | Raul Szakirzianow        | Andriej Kalsin           |
| 5.  | 24 grudnia 2010                           | Krasnogorsk                               | Sprint s. klasycznym                      | Nikita Kriukow           | Aleksandr Panżynski      | Michaił Nowichikhin      |
| 6.  | 25 grudnia 2010                           | Krasnogorsk                               | 15 km s. klasycznym                       | Artiom Żmurko            | Aleksandr Biessmiertnych | Stanisław Wołżencew      |
| 7.  | 27 grudnia 2010                           | Krasnogorsk                               | Sprint s. dowolnym                        | Anton Gafarow            | Nikita Kriukow           | Aleksandr Panżynski      |
| 8.  | 28 grudnia 2010                           | Krasnogorsk                               | 30 km s. dowolnym                         | Pawieł Wikulin           | Jewgienij Biełow         | Siergiej Szyriajew       |
| 9.  | 13 stycznia 2011                          | Charków                                   | 15 km s. klasycznym                       | Siergiej Szyriajew       | Aleksiej Slepow          | Andriej Smolianin        |
| 10. | 14 stycznia 2011                          | Charków                                   | Sprint s. klasycznym                      | Anton Gafarow            | Siergiej Kuzmenko        | Jurij Khliburad          |
| 11. | 15 stycznia 2011                          | Charków                                   | Sprint s. dowolnym                        | Anton Gafarow            | Siergiej Kuzmenko        | Aliaksandr Melnik        |
| 12. | 2 lutego 2011                             | Moskwa                                    | Sprint s. dowolnym                        | Aleksiej Pietuchow       | Andriej Parfionow        | Nikołaj Moriłow          |
| 13. | 23 lutego 2011                            | Syktywkar                                 | Sprint s. dowolnym                        | Gleb Rietiwych           | Stanisław Bogdanow       | Wasilij Roczew           |
| 14. | 24 lutego 2011                            | Syktywkar                                 | 15 km s. dowolnym                         | Aleksiej Slepow          | Nikołaj Chochrjakow      | Pawieł Siułatow          |
| 15. | 27 lutego 2011                            | Syktywkar                                 | Bieg łączony 15 km + 15 km                | Aleksandr Kuzniecow      | Dmitrij Japarow          | Aleksiej Slepow          |
|     | Eastern Europe Cup – klasyfikacja końcowa | Eastern Europe Cup – klasyfikacja końcowa | Eastern Europe Cup – klasyfikacja końcowa | Anton Gafarow            | Andriej Parfionow        | Aleksandr Biessmiertnych |

### Klasyfikacja generalna
| Lp. | Zawodnik                 | Punkty |
| --- | ------------------------ | ------ |
| 1.  | Anton Gafarow            | 510    |
| 2.  | Andriej Parfionow        | 341    |
| 3.  | Aleksandr Biessmiertnych | 262    |
| 4.  | Dmitrij Japarow          | 255    |
| 5.  | Aleksiej Slepow          | 240    |
| 6.  | Nikołaj Chochrjakow      | 213    |
| 7.  | Siergiej Szyriajew       | 198    |
| 8.  | Raul Szakirzianow        | 194    |
| 9.  | Gleb Rietiwych           | 193    |
| 10. | Siergiej Nowikow         | 190    |